# Anna Hall
Anna Elise Hall (nascida Stevenson; Laurens, 8 de julho de 1999) é uma voleibolista estadunidense, que atua na posição de central na seleção nacional de vôlei dos Estados Unidos e na equipe profissional italiana da Série A1 Cuneo Granda Volley.

## Carreira
Hall cresceu em Laurens, Carolina do Sul e frequentou a Laurens High School, onde jogou vôlei. Ela foi a 82ª recruta classificada nacionalmente em sua turma de graduação, e foi All-American no ensino médio. Com o time do clube do ensino médio, ela foi bicampeã nacional.
Hall jogou vôlei universitário por um total de cinco anos, pois optou por usar o ano extra de elegibilidade concedido pela NCAA devido à pandemia de COVID-19. Depois de jogar duas temporadas em Auburn, Hall foi transferida para Louisville, jogando de 2019 a 2021. Em sua segunda temporada com Louisville em 2020, ela ganhou honras AVCA Second Team All-American. Em seu último ano em 2021, ela foi nomeada First Team All-American e ajudou Louisville a terminar como semifinalista no torneio de 2021 da NCAA. Ela também foi membro da equipe Collegiate National dos EUA em 2021.
Em maio de 2022, Hall fez sua estreia na seleção nacional quando foi nomeada para o elenco de 25 jogadoras para o torneio da Liga das Nações de Voleibol da FIVB de 2022.

## Títulos
- BVA Cup (2021–22)